# Syndrome de Pierre Robin
Pour les articles homonymes, voir Pierre Robin et Robin.
 Mise en garde médicale
Le syndrome de Pierre Robin se caractérise par des malformations du menton et du palais, associées à des difficultés alimentaires et respiratoires chez le nouveau-né, parfois incluses dans un tableau syndromique plus large.

## Anomalies anatomiques
Le syndrome de Pierre Robin, ou plus précisément séquence de Pierre Robin (SPR), se caractérise par la présence chez un nouveau-né de la triade oro-faciale suivante :
- rétrognathisme comme caractère principal et micrognathisme (menton en retrait et de petite taille) ;
- glossoptose (la langue part en arrière dans la gorge) ;
- Obstruction des voies aériennes supérieures (VAS).

La fente palatine postérieure est considérée comme un signe clinique supplémentaire très fréquent mais non obligatoire.

## Diagnostic
La prévalence est d'environ un nouveau-né sur 8 000 à 10 000.
Dans certains cas, la séquence de Pierre Robin peut être détectée en anté-natal par échographie, orientant alors vers un accouchement en maternité de niveau 3.

## Une origine embryonnaire
On parle de « séquence » car ces anomalies semblent être les conséquences les unes des autres lors du développement embryonnaire. La fente palatine postérieure est vraisemblablement la conséquence d'un défaut de fermeture du palais secondaire (vers 45 jours de gestation), lié à la persistance de la langue en position verticale, du fait d'un défaut de développement de la mandibule, le tout pouvant être causé par une hypo-mobilité oro-faciale associée à un défaut de fonctionnement du tronc cérébral. Ainsi, les progrès en embryologie ont permis de remettre en cause la vision qui prédominait jusque dans les années 1980 : ce n'est pas parce que les enfants SPR ont une fente qu'ils ne têtent pas, c'est parce qu'ils ne têtent pas qu'ils ont une fente.

## Troubles fonctionnels
Le tableau clinique comprend essentiellement des troubles fonctionnels de succion-déglutition-ventilation, dont la gravité varie d'un enfant à l'autre (du stade 1 au stade 3 plus grave) et n'est pas directement corrélée à l'ampleur des malformations (taille de la fente par exemple) :
- L'alimentation du nouveau-né est compliquée, entre impossibilité de faire le vide pour téter, fausses routes, passage des aliments dans les voies nasales et/ou troubles de l'oralité. Dans tous les cas, l'enfant ne peut pas être nourri au sein, et la prise de biberon est très longue. Dans les cas les plus sévères, l'alimentation se fait par sonde naso-gastrique pendant plusieurs mois.
- Les voies respiratoires peuvent être obstruées par la langue, d'où la nécessité d'adopter un couchage ventral pour limiter apnées du sommeil et ronflements. Dans les cas les plus sévères, un système de ventilation non-invasive par masque (VNI) assure la bonne oxygénation de l'enfant, et une labioglossopexie (fixation provisoire de l'avant de la langue sur la lèvre) peut être envisagée pour empêcher la langue d'obstruer les voies respiratoires.
- La faiblesse des muscles du palais peut entraîner (par défaut de vidange des trompes d'Eustache) de fréquentes otites séreuses et/ou une surdité de transmission (nécessitant souvent la pose d'aérateurs trans-tympaniques) ainsi que des troubles de la phonation de type rhinolalie (nécessitant un suivi orthophonique).

## Prise en charge chirurgicale
La fermeture chirurgicale de la fente vélaire a souvent lieu en deux temps (entre 6 mois et un an, puis vers 18 mois). Les troubles fonctionnels (alimentaires et respiratoires) ne cessent pas immédiatement avec la véloplastie, mais s'améliorent généralement au cours des deux premières années de vie.
Pour autant, les enfants SPR ont un suivi pluridisciplinaire régulier associant pédiatrie, pneumologie, chirurgie maxillo-faciale, ORL, audiométrie, orthophonie, orthodontie. Si le rétrognatisme persiste, une opération chirurgicale de distraction mandibulaire peut être envisagée en fin de croissance (vers 20 ans).

## SPR associés
La séquence de Pierre Robin peut être isolée (dans environ 50 % des cas) ou incluse dans un tableau syndromique, souvent d'origine génétique. Des examens radiologiques, échographiques, d'orthopsie ou d'ophtalmologie visent à rechercher d'autres symptômes, notamment ceux de cardiopathies ou de collagénopathies (syndrome de Stickler par exemple).

## Causes génétiques
Même pour les cas sporadiques, une prise en charge en consultation de génétique est conseillée et s'accompagne d'analyses génétiques : caryotype haute résolution (CGH), FISH (pour recherche de la microdélétion 22q11 par exemple), voire puce à ADN pour certains gènes candidats.
Un diagnostic anténatal sera systématiquement mis en place en cas de nouvelle grossesse dans la famille.

## Ressources
Pour la France, le centre de référence Maladies Rares est basé à l'hôpital Necker-Enfants malades. L'association Tremplin SPR vise à informer les familles touchées par la séquence de Pierre Robin ou les syndromes associés.